# 薩羅夫
54°56′0″N 43°19′0″E / 54.93333°N 43.31667°E

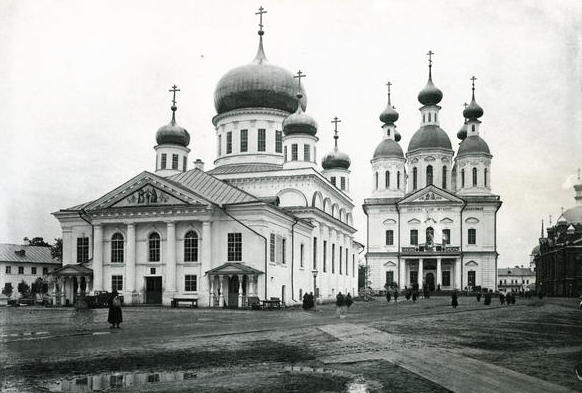
1910年的萨罗夫修道院

薩羅夫（羅馬化：Sarov）是俄羅斯下諾夫哥羅德州的一個保密行政區（小部分位於莫爾多瓦共和國，已於1995年結束保密行政區地位）。2002年人口87,652人。
1946至1991年稱為阿爾扎馬斯-16（俄语：Арзама́с-16）。昔日當地是東正教聖地，1946年以後是蘇聯（和現在俄羅斯）的核子武器的研究中心。1993年和美國的洛斯阿拉莫斯締結姐妹市。